# Route nationale 777
La route nationale 777 ou RN 777 était une route nationale française reliant Questembert à Ernée. À la suite de la réforme de 1972, elle a été déclassée en RD 777 dans le Morbihan et en Ille-et-Vilaine et en RD 29 dans la Mayenne.

## Ancien tracé de Questembert à Ernée (D 777 & D 29)
- Questembert
- Pluherlin
- Rochefort-en-Terre
- Saint-Gravé
- Saint-Martin
- La Gacilly
- Sixt-sur-Aff
- Pipriac
- Guipry

La RN 777 faisait tronc commun avec la RN 772 pour rejoindre Bain-de-Bretagne.
- Bain-de-Bretagne
- Le Sel-de-Bretagne
- Saulnières
- Janzé
- Piré-sur-Seiche
- Chancé
- Louvigné-de-Bais
- Vitré
- Saint-M'Hervé
- La Croixille
- Juvigné
- Ernée